# George Phalen
George S. Phalen (ur. 1911, zm. 11 kwietnia 1998 w Dallas) – amerykański ortopeda, szczególną uwagę poświęcił zespołowi cieśni nadgarstka, swoje wieloletnie doświadczenia zawarł między innymi w publikacjach ogłoszonych w latach 1966 i 1972, zawierając w nich także opis objawu Phalena.